# L'Œil de Links
L'Œil de Links est une émission de télévision française consacrée à l'activité créative du web, diffusée sur la chaine Canal+ les lundis vers 23 h30 de septembre 2010 à juin 2017.

## Description
Avec un format de 26’ collaboratif, les internautes participent à l’émission et présentent eux-mêmes sous forme de message vidéo, ce qu’ils ont vu et aimé sur la toile. L’Œil de Links offre ainsi un aperçu de la création internationale.

## Liste des réalisateurs
- Nicolas Thépot[1],[3]
- Kate Thompson
- Bernard Laurent